# Övre Bastutjärnen, Norrbotten
Övre Bastutjärnen är en sjö i Bodens kommun i Norrbotten och ingår i Råneälvens huvudavrinningsområde. Övre Bastutjärnen ligger i Råneälven Natura 2000-område.